# Psisko baskervillské
Psisko baskervillské (též Pes baskervillský, v anglickém originále The Hounds of Baskerville) je druhý díl druhé řady britského seriálu Sherlock. Poprvé byl uveden na stanici na BBC One dne 8. ledna 2012. Režíroval jej Paul McGuigan, autorem scénáře je Mark Gatiss, který také hraje Sherlockova bratra Mycrofta. Epizoda je moderní adaptací Doylova románu Pes baskervillský.
V díle „Psisko baskervillské“ přijmou Sherlock Holmes (Benedict Cumberbatch) a jeho detektivní partner John Watson (Martin Freeman) případ Henryho Knighta (Russell Tovey), který byl před 20 lety v Dartmooru svědkem brutálního zabití svého otce, což měl spáchat „obří pes“. Vyšetřování zavede dvojici do Baskervillu, vojenské výzkumné základny, kde nakonec odhalí, že onen pes byla pouze halucinace vyvolaná drogou – chemickou zbraní, kterou použil její autor, jenž je skutečným vrahem Knightova otce.
Vzhledem k popularitě románu cítil Gatiss větší zodpovědnost zahrnout do děje známé prvky, než tomu bylo u adaptací méně známých příběhů. Cílem scénáře bylo držet se prvků hororového žánru a natočit tak děsivý díl. Oproti tradičním duchařským příběhům se Gatissova zápletka zaměřila na horory z moderní doby, konspirační teorie a genetické úpravy. Natáčení proběhlo v květnu 2011, dotáčky se uskutečnily na konci srpna toho roku. Jako lokace využili filmaři především jižní Wales, některé části byly nicméně natočeny i ve skutečném Dartmooru. Baskervillský pes byl vytvořen pomocí vizuálních efektů.
Premiérové vysílání dílu na BBC One sledovalo ve Spojeném království 10,266 milionů diváků. Oproti předchozí epizodě se jednalo o mírný pokles, přesto bylo v britské televizi „Psisko baskervillské“ druhým nejsledovanějším pořadem týdne. Reakce kritiky na díl byly převážně kladné, oceňována byla jak modernizace předlohy, tak i stylová věrnost vůči předloze. Kritikům se líbily i výkony Cumberbatche, Freemana a Toveyho a také sekvence se Sherlockovým „myšlenkovým palácem“.
Pro české diváky díl uvedla nejprve televize AXN 2. listopadu 2012, a to pod názvem „Pes baskervillský“, 5. října 2013 pak následovala premiéra na ČT2, s novým překladem a názvem „Psisko baskervillské“.